# 大同技術学院
大同技術学院(閉校）（だいどうぎじゅつがくいん、英語: Tatung Institute of Technology、公用語表記: 大同技術學院）は、台湾嘉義市東区彌陀路253号に本部を置く台湾の私立大学。1963年創立、1963年大学設置。大学の略称は大同学院。野球の有名校として知られている。

## キャンパス
- 嘉義キャンパス（嘉義市東区）
- 太保キャンパス（嘉義県太保市）

## 歴史
| 年     | 月日   | 事跡                           |
| ------ | ------ | ------------------------------ |
| 1963年 | 10月   | 「大同商専職業学校」として開校 |
| 2003年 | 8月1日 | 「大同技術学院」と改称         |

## 組織

### 嘉義キャンパス
| 餐旅学部 | 烘焙管理科 旅館管理組 休閒旅遊組 | 餐飲管理科 日式厨芸組 厨芸組 | 茶文化與事業経営学士学位学程 |

| 家政学部 | 時尚造型設計科 | 婚礼企画與設計科 |  |

### 太保キャンパス
| 餐旅学部 | 旅遊與休閒娯楽管理科 |  |  |

| 家政学部 | 運動健康與休閒科 | 社会工作與服務管理科 | 通識教育中心 |

## 国際交流

### 姊妹校
- 漳州職業技術学院
- 広州番禺職業技術学院

### 学術交流協定校
- 福建農林大学安渓茶学院

## 学生
- 生徒数2434(2016年）

## 教員
- 校長:林明芳

## スポーツ・サークル・伝統
- 全国で有名な大学野球チームがあり。

## 主な出身者
- 洪心騏:統一ライオンズのプロ野球選手（投手）